# Staw (gromada w powiecie myśliborskim)
Staw – dawna gromada, czyli najmniejsza jednostka podziału terytorialnego Polskiej Rzeczypospolitej Ludowej w latach 1954–1972.
Gromady, z gromadzkimi radami narodowymi (GRN) jako organami władzy najniższego stopnia na wsi, funkcjonowały od reformy reorganizującej administrację wiejską przeprowadzonej jesienią 1954 do momentu ich zniesienia z dniem 1 stycznia 1973, tym samym wypierając organizację gminną w latach 1954–1972.
Gromadę Staw z siedzibą GRN w Stawie utworzono – jako jedną z 8759 gromad na obszarze Polski – w powiecie myśliborskim w woj. szczecińskim na mocy uchwały nr V/47/54 WRN w Szczecinie z dnia 5 października 1954. W skład jednostki weszły obszary dotychczasowych gromad Kozin, Smoliny i Staw ze zniesionej gminy Staw oraz obszar dotychczasowej gromady Dalsze ze zniesionej gminy Myślibórz w tymże powiecie. Dla gromady ustalono 10 członków gromadzkiej rady narodowej.
1 stycznia 1972 do gromady Staw włączono obszar zniesionej gromady Ściechów w tymże powiecie.
Gromada przetrwała do końca 1972 roku, czyli do kolejnej reformy gminnej. 1 stycznia 1973 w powiecie myśliborskim reaktywowano gminę Staw (zniesioną ponownie 15 stycznia 1976).